# فهد بن خالد السديري
الأمير فهد بن خالد بن أحمد السديري ( ت. 21 أغسطس 2019) سياسي ودبلوماسي سعودي، تولى إمارة منطقة نجران في المملكة العربية السعودية، وهو سفير سابق لدى دولة الكويت.
ينتمي إلى السدارى من البدارين من الدواسر والسدارى أمراء بلدة الغاط في سدير منذ ما يزيد على أربعة قرون ولا تزال موطن عائلة السديري حتى اليوم. ووالده الأمير خالد بن أحمد بن محمد السديري كان أميرا لعدة مناطق، وأحد أبرز قياديي الجيش في عهد الملك المؤسس عبد العزيز آل سعود، وخال أبنائه المعروفين بالسديريين السبعة.

## تعليمه
الأمير فهد السديري حاصل على البكالوريوس في الاقتصاد السياسي من جامعة كاليفورنيا بيركلي.

## مناصبه
- مستشار اقتصادي بوزارة البترول والثروة المعدنية (1380هـ)
- أمين عام مساعد بالمجلس الأعلى للتخطيط (1380 - 1384هـ)
- وكيل وزارة الإعلام للشؤون الإعلامية (1384 - 1396هـ)
- سفير المملكة العربية السعودية ومفوض فوق العادة لدى دولة الكويت (1396 - 1399هـ)
- أمير منطقة نجران (1399 - 1416هـ)
- تولى في العام 1409هـ رئاسة جائزة الأمير خالد السديري للتفوق العلمي، وفي العام 1422هـ عين عضوا بمجلس أمناء مؤسسة الفكر العربي.[5]

## أعماله
كتب الأمير فهد السديري مقالات سياسية في عدة صحف سعودية وأجنبية وله كتاب بعنوان «المملكة العربية السعودية عند مفترق الطرق». وكان له دور بارز خلال إمارته لنجران ومواقف طريفة مع وزير الكهرباء آنذاك غازي القصيبي بشأن إيصال الكهرباء، حيث أشرف على إيصال الخدمة إلى أنحاء المنطقة.

## زوجته
- الأميرة سميرة الشريف

## أبناؤه
- الأمير مشعل بن فهد بن خالد بن أحمد السديري
- الأمير خالد بن فهد بن خالد بن أحمد السديري
- الأميرة عزة بنت فهد بن خالد بن أحمد السديري والدة فيصل ومحمد العطيشان
- الأميرة عبير بنت فهد بن خالد بن أحمد السديري
- الأميرة حصة بنت فهد بن خالد بن أحمد السديري

## أشقاؤه
- تركي بن خالد السديري
- ناصر بن خالد السديري
- أحمد بن خالد السديري
- محمد بن خالد السديري
- عبد العزيز بن خالد السديري

## وفاته
توفي يوم الأربعاء 21 أغسطس 2019، وصلي عليه في اليوم التالي بجامع الإمام تركي بن عبد الله في الرياض ودفن بمقبرة العود.